# Panskura
Panskura ist eine Stadt im indischen Bundesstaat Westbengalen.
Die Stadt gehört zum Distrikt Purba Medinipur. Panskura hat den Status einer Municipality. Die Stadt ist in 17 Wards (Wahlkreise) gegliedert.

## Demografie
Die Einwohnerzahl der Stadt liegt laut der Volkszählung von 2011 bei 57.932. Panskura hat ein Geschlechterverhältnis von 948 Frauen pro 1000 Männer und damit einen für Indien häufigen Männerüberschuss. Die Alphabetisierungsrate lag bei 85,0 % im Jahr 2011. Knapp 56 % der Bevölkerung sind Hindus, ca. 43 % sind Muslime und ca. 1 % gehören einer anderen oder keiner Religion an. 12,0 % der Bevölkerung sind Kinder unter 6 Jahren.

## Wirtschaft
Das Umland der Stadt ist stark landwirtschaftlich geprägt. Viele Arten von Blumen und grünem Gemüse werden angebaut und von hier aus nach Kalkutta geliefert. Der örtliche Gemüsegroßmarkt ist der Hauptmarkt dieser Stadt. Dieser Gemüsemarkt ist einer der größten in Westbengalen.